# Male (omotski jezik)
Male jezik (ISO 639-3: mdy), omotski jezik koji se klasificira skupini ometo, i kojim, po popisu iz 1998., govori oko 53 800 ljudi iz naroda Maale, u Etiopiji u zoni Debub Omo (Južni Omo). Piše se etiopskim pismom.
Sela u kojima se govori, prema informacijama koje je dobio Ralph Siebert, su: Balla, Baraindo (Warendo), Bineta, Bushkoro (Boskoro), Dimobobo, Gera, Gongore (Gongodi, Konkote), Gudo (Gudoagekar), Kwebe (Koibe), Lemu (Lemugento), Makøana, Melasakaso, Tikopoko.

## Vanjske poveznice
- Ethnologue (14th)
- Ethnologue (15th)